# Wiesnerové
Wiesnerové jsou rakouský šlechtický rod. Jednalo se o jeden z nejmladších šlechtických rodů v tehdejším Rakousku-Uhersku.

## Historie rodu
Dne 6. října 1909 byl císařem Františkem Josefem I. povýšen do šlechtického stavu Julius Wiesner. Listinou ze dne 28. října 1909 mu císař udělil predikát Ritter von a erb, za zásluhy v oblasti biologie a anatomie rostlin. Příslušníci rodu žijí v Rakousku a v Česku. Jedná se zejména o potomky osmi sourozenců Julia von Wiesnera. Wiesnerové se nikdy nespojily s jiným šlechtickým rodem, až na měšťanskou rodinou Spoustů z jižních Čech, kteří byli s Wiesnery povýšeni do šlechtického stavu a dostali právo na užívání společného erbu. Spoustové se dále spojili s bohatou rodinou Černých z Lomnice nad Lužnicí a ti se dále spojili s mnoha chudšími rody jako: Bayarfové, Svobodové, Kudroňové a dalšími. Stejná situace nastala i v Rakousku, kdy se Wiesnerové spojily s dalšími chudšími rodinami.

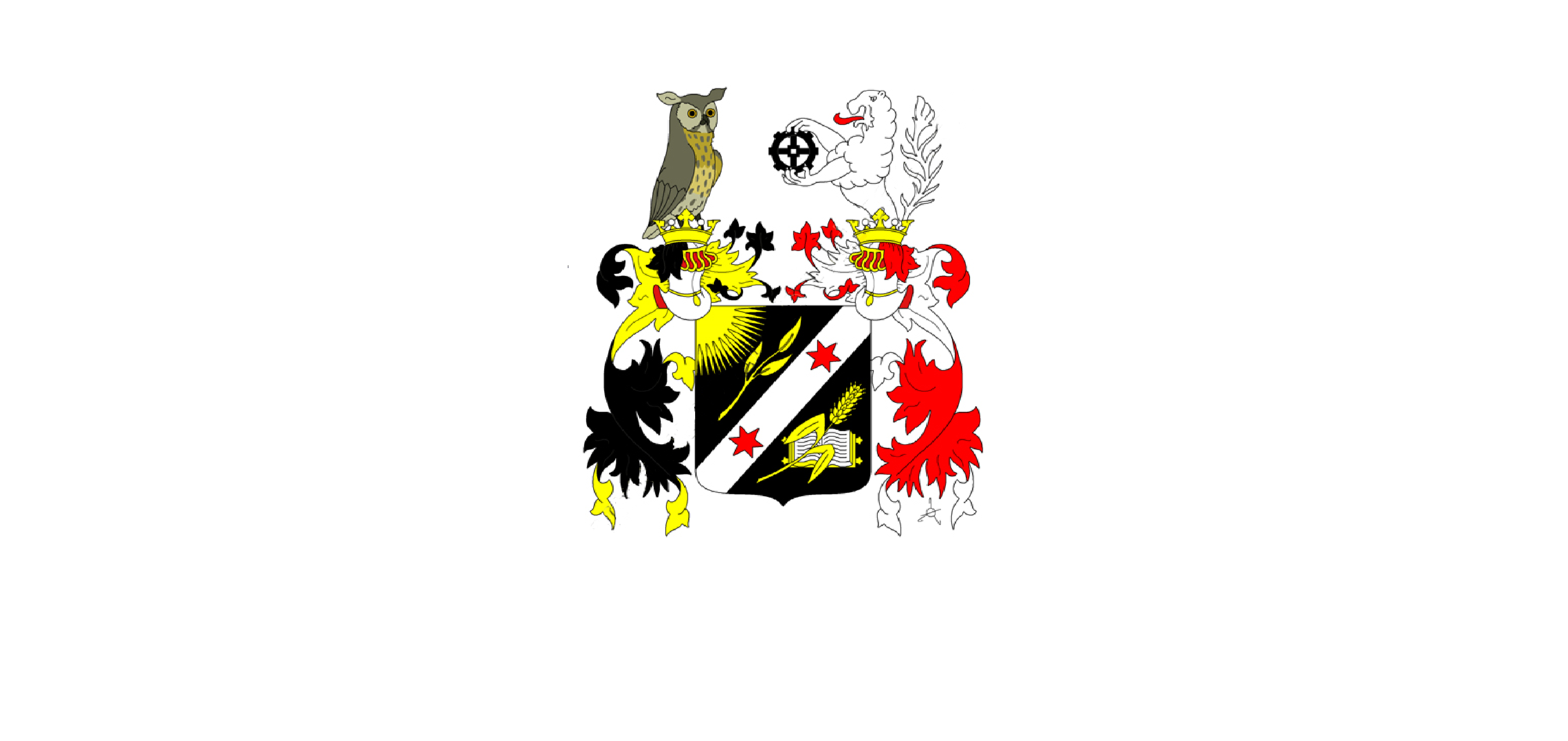
Erb Wiesnerů a spřízněných rodů